# Nick Oosterhuis
Nick Oosterhuis (Amsterdam, 4 april 1952 – 10 december 2021) was een Nederlandse multi-instrumentalist (gitaar, keyboards, dwarsfluit), componist, muziekproducent en zanger. 
Hij woonde sinds begin jaren '90 in Duitsland en runde in de buurt van Hamburg de muziekuitgeverij Eject Music en de bijbehorende opnamestudio. Hij heeft bijgedragen aan tal van internationale podium- en studioproducties, onder andere met Bobby Kimball (Toto), Wanda Jackson, Tony Christie, Vicky Leandros, Andrew Strong (The Commitments) en Matthias Reim.

## Loopbaan
Nick Oosterhuis begon op zevenjarige leeftijd met gitaarspelen. Daarna leerde hij zichzelf ook piano spelen en op dertienjarige leeftijd zat hij in zijn eerste band. Tijdens de optredens door Nederland stond voornamelijk blues op het repertoire. Op zijn negentiende voegde Oosterhuis Hammondorgel, synthesizer en fluit toe aan zijn instrumentarium. Hij formeerde de jazzgroep Banshee waarmee hij muziek maakte die in het verlengde ligt van progressieve rockbands als Emerson, Lake & Palmer en The Soft Machine. Eind jaren zestig voegde Oosterhuis zich bij Galaxis, waarmee hij door Europa toerde en onder meer op het podium stond in de beroemde Cavern Club in Liverpool. In Liverpool nam Oosterhuis tussen de bedrijven door ook muziek op met Albie Donnelly's Supercharge.
In de jaren 70 maakte hij enkele opnames en tv-optredens met de Nederlandse rockband Lemming en zanger Geo. Begin jaren 80 nam hij in Duitsland deel aan verschillende albumopnames met onder andere Spacebus, Mónica Chen (Herman Brood) en Michael Eschauzier (Shocking Blue). Oosterhuis werkte ook samen met gitarist Hugo de Bruin (Diesel, Time Bandits), bassist Guus Willemse (Solution), Kim Weemhof (Candy Dulfer). In 2015 werden enkele van deze nummers in een geremasterde versie opnieuw uitgebracht.
In 1982 bracht Oosterhuis zijn eerste soloalbum We Gotta Stop Meeting Like This uit onder het pseudoniem Chris Garner, dat in 2011 opnieuw werd uitgebracht onder zijn eigen naam met de titel The Mysterious Disappearance Of Mr. Garner. Op het album spelen onder andere gerenommeerde muzikanten als Peter Weihe en Werner Becker, als ook het Hamburgs Philharmonisch Orkest.
Tussen 1989 en 1991 speelde hij in de heavy rock band Lone Age dat het album Mama, Just Look At Me Now uitbracht.
In 1992 richtte Nick Oosterhuis de Eject Music Publishing Company op met een aangesloten opnamestudio en label. Daar produceerde hij in 2003, 2004 en 2007 drie instrumentale albums voor EMI.
In 2006 vormde hij met Kingsize Taylor The Brotherhood Of Rock & Soul , in 2009 en 2010 produceerde hij twee albums voor de Duitse singer/songwriter Jasper. De Nederlander schreef naast Engelstalige nummers (voor o.a. Tony Christie) ook in het Duits voor diverse artiesten, waaronder Truck Stop, Markus en Matthias Reim.

## Waardering
Op de ranglijst van de Greatest Keyboard Players of All-Time staat Nick Oosterhuis in op de 16e plaats (november 2020) en 22e bij de Greatest Rock Keyboardists.

## Privé
Nick Oosterhuis was de zoon van schrijver Ton Oosterhuis.

## Albums
| Album                                           | Jaar | Opmerkingen                                      |
| ----------------------------------------------- | ---- | ------------------------------------------------ |
| We Gotta Stop Meeting Like This                 | 1982 | als Chris Garner                                 |
| Kickstarting                                    | 1991 | met Keith Ellis                                  |
| Mama, Just Look At Me Now!                      | 1991 | als lid van Lone Age                             |
| Barfüßige Bilder                                | 1995 | met Ferdinand Blume-Werry                        |
| Landscape Impressions                           | 2002 |                                                  |
| Spheres Of The Universe                         | 2003 |                                                  |
| The Netherlands                                 | 2008 |                                                  |
| Kingsize Taylor With Brotherhood Of Rock N Soul | 2008 | als lid van Brotherhood Of Rock N Soul           |
| The Mysterious Disappearance Of Mr. Garner      | 2011 |                                                  |
| From The Dutchbin                               | 2011 |                                                  |
| The Shoobie Doo Philosophy                      | 2011 |                                                  |
| Solo Piano Improvisations                       | 2013 |                                                  |
| Sessions 1983                                   | 2015 | met Guus Willemse, Kim Weemhoff en Hugo De Bruin |
| The Procrastination Tracks                      | 2016 |                                                  |
| Beneath The Water                               | 2017 | Dunrott feat. Ian Cussick                        |
| Anthology 1982-1992                             | 2019 |                                                  |

## Singles
| Single       | Jaar | Opmerkingen      |
| ------------ | ---- | ---------------- |
| Lady, We Can | 1985 | als Chris Garner |

- Gemeinsame Normdatei: 13527172X
- International Standard Name Identifier: 0000 0000 5774 7851
- MusicBrainz: 6eea4966-5413-4d5a-8a3a-6ea30fffcedd
- Virtual International Authority File: 80074107
- WorldCat: E39PBJqVVDqv7RfM938rRwwXBP